# (2126) Gerasimovich
(2126) Gerasimovich (1970 QZ; 1931 AQ; 1972 EH; 1976 GP8) ist ein Asteroid des inneren Hauptgürtels, der am 30. August 1970 von Tamara Michailowna Smirnowa am Krim-Observatorium entdeckt wurde.

## Benennung
Der Asteroid wurde nach Boris Petrowitsch Gerassimowitsch (1889–1937) benannt. Er war von 1922 bis 1931 Professor an der Nationalen Wassyl-Karasin-Universität Charkiw und ab 1933 Direktor des Pulkowo-Observatoriums.